# لتزیا موراتی
لتزیا موراتی (انگلیسی: Letizia Moratti؛ زادهٔ ۲۶ نوامبر ۱۹۴۹) سیاست‌مدار اهل ایتالیا است که بین سال‌های ۲۰۰۶ تا ۲۰۱۱ شهردار میلان بود وی این شهر را به عنوان یکی از مطرح‌ترین شهرهای این کشور تبدیل کرد. وی پیش از آن رئیس شبکه تلویزیونی رای بود.

## جوایز
وی برندهٔ جوایزی همچون لژیون دونور و نشان خورشید فروزان شده‌است.